# Сосновское сельское поселение (Ульяновская область)
Сосно́вское се́льское поселе́ние — муниципальное образование в составе Карсунского района Ульяновской области. Административный центр — село Сосновка. 

## Население
| 2010  | 2012  | 2013  | 2014  | 2015  | 2016  | 2017  |
| ----- | ----- | ----- | ----- | ----- | ----- | ----- |
| 1550  | ↘1499 | ↘1445 | ↘1443 | ↘1410 | ↘1373 | ↘1355 |
| 2018  | 2019  | 2020  | 2021  |       |       |       |
| ↘1350 | ↘1304 | ↘1280 | ↘1181 |       |       |       |

## Состав сельского поселения
В состав поселения входят 3 населённых пункта: 2 села и 1 деревня.
| № | Населённый пункт | Тип населённого пункта       | Население |
| - | ---------------- | ---------------------------- | --------- |
| 1 | Ермаки           | деревня                      | 48        |
| 2 | Сосновка         | село, административный центр | 1113      |
| 3 | Уразовка         | село                         | 389       |